# Anetia cubana
 (енгл. Salvin's anetia) је врста инсекта из реда лептира (Lepidoptera) и породице шаренаца (Nymphalidae).

## Распрострањење
Ареал врсте је ограничен на једну државу. Куба је једино познато природно станиште врсте.

## Станиште
Врста је присутна на подручју острва Куба. 

## Угроженост
Ова врста је на нижем степену опасности од изумирања, и сматра се скоро угроженим таксоном.